# Зуев, Алексей Алексеевич (Герой Советского Союза)
Алексей Алексеевич Зуев (1914—1948) — красноармеец Рабоче-крестьянской Красной Армии, участник Великой Отечественной войны, Герой Советского Союза (1945).

## Биография
Алексей Зуев родился в 1914 году в посёлке Товарково (ныне — Богородицкий район Тульской области). После окончания пяти классов школы работал сцепщиком на железнодорожной станции. В марте 1944 года Зуев был призван на службу в Рабоче-крестьянскую Красную Армию. С января 1945 года — на фронтах Великой Отечественной войны, был пулемётчиком 108-й танковой бригады 9-го танкового корпуса 33-й армии 1-го Белорусского фронта. Отличился во время форсирования Одера.
29 января 1945 года Зуев переправился через Одер в районе населённого пункта Одерек (ныне — Цигацице к югу от города Сулехув) и принял активное участие в отражении трёх немецких контратак. Несмотря на полученное ранение, Зуев продолжал сражаться до подхода основных сил.
Указом Президиума Верховного Совета СССР от 24 марта 1945 года красноармеец Алексей Зуев был удостоен высокого звания Героя Советского Союза с вручением ордена Ленина и медали «Золотая Звезда».
После окончания войны Зуев был демобилизован. Вернулся на родину. Скоропостижно скончался 18 марта 1948 года.
Был также награждён рядом медалей.